# Vuelo 17 de Malaysia Airlines
El vuelo 17 de Malaysia Airlines (MH17/MAS17) del 17 de julio de 2014 y con código compartido con la aerolínea KLM Royal Dutch Airlines —KL4103/KLM4103— fue un vuelo internacional regular de pasajeros operado por un avión Boeing 777-200ER. Partió del aeropuerto de Ámsterdam-Schiphol (Países Bajos) a las 12:14 (CEST) hacia el aeropuerto Internacional de Kuala Lumpur (Malasia) con 283 pasajeros y 15 miembros de la tripulación. En el marco de la guerra del Dombás, el avión fue derribado por la defensa antiaérea rusa en la villa de Grábovo, en el raión ucraniano de Shajtarsk, en el óblast de Donetsk, a 40 kilómetros de la frontera con Rusia. El contacto se habría perdido a las 16:15 (hora local).
La responsabilidad de la investigación fue delegada a la Junta de Seguridad Holandesa (DSB) y al equipo de investigación conjunto (JIT) liderado por los Países Bajos, que en 2016 informó que el avión había sido derribado por un misil tierra-aire Buk lanzado desde territorio controlado por los separatistas prorrusos en Ucrania. El JIT descubrió que el Buk provenía de la 53.ª Brigada de Misiles Antiaéreos de la Federación Rusa y había sido transportado desde Rusia el día del accidente, disparado desde un campo en un área controlada por los rebeldes y que el sistema de lanzamiento regresó a Rusia posteriormente. El 17 de noviembre de 2022, la justicia holandesa condenó a cadena perpetua a los acusados de perpetrar el derribo, los ciudadanos rusos Serguéi Dubinski e Ígor Guirkin, y al ucraniano Leonid Járchenko. El cuarto encausado, Oleg Pulátov, también de nacionalidad rusa, fue absuelto.
El día de la tragedia, el presidente estadounidense Barack Obama (aliado del gobierno ucraniano), dijo que había «evidencia» de la responsabilidad de los rebeldes prorrusos, y funcionarios de inteligencia de su país dijeron que un misil tierra-aire había sido el causante del accidente. Desde Países Bajos, también culparon a un misil lanzado por milicianos prorrusos, quienes por su parte aseguraron no poseer armas capaces de destruir el avión. Asimismo, el Gobierno ucraniano responsabilizó también al Gobierno ruso y viceversa. El gobierno ruso negó estar involucrado en el derribo, y su versión ha sido cambiante y contradictoria con el tiempo.
Fue el segundo incidente de la línea aérea en menos de cinco meses, a raíz de la desaparición del vuelo 370 a principios de marzo de 2014. Con 283 pasajeros y 15 tripulantes fallecidos, se trata del mayor accidente de la aerolínea, superando al vuelo 370, en el que fallecieron 227 pasajeros y 12 tripulantes. Entre los pasajeros fallecidos se encontraba un grupo de investigadores del sida que iban a asistir a una conferencia internacional en Australia.
Fue el desastre aéreo más grave de 2014 y de la década de 2010 y hasta el momento, el peor accidente aéreo del siglo XXI (sin contar los atentados del 11 de septiembre, los cuales no fueron accidentes, sino actos deliberados). También es el peor accidente de un Boeing 777 hasta la fecha y el peor para la aerolínea Malaysia Airlines. Es el peor desastre aéreo ocurrido en Ucrania, superando al vuelo 612 de Pulkovo Aviation Enterprise, el cual se estrelló en 2006 también en el Óblast de Donetsk. Julio de 2014 fue un mes oscuro para la aviación comercial, pues en menos de una semana después de la tragedia del MH17 sucedieron dos más accidentes aéreos mortales: el del vuelo 222 de TransAsia Airways el 23 de julio, y un día después, el 24 de julio, el del vuelo 5017 de Air Algérie. Casualmente, el 17 de julio es considerado como el día más mortífero para la aviación, pues es la fecha en la que se han registrado más de 15 accidentes aéreos catastróficos, como el vuelo 3054 de TAM Linhas Aéreas en 2007 y el vuelo 800 de TWA en 1996, entre otros.

## Contexto
La guerra del Dombás, alternativamente, guerra del Donbás fue un conflicto armado que se desarrolló en Ucrania oriental del 6 de abril de 2014 al 24 de febrero de 2022, entre el gobierno de Ucrania y las fuerzas separatistas prorrusas del Dombás. Como parte de la guerra ruso-ucraniana, este conflicto ha pasado por diferentes etapas, la más reciente de las cuales evoluciona en el contexto de la ofensiva de Ucrania oriental dentro de la invasión rusa de Ucrania con la guerra de Dombás subsumida en ella.
El origen directo del conflicto se remonta al inicio de las protestas del Euromaidán en noviembre de 2013, cuando miles de manifestantes salieron a protestar a la plaza de la Independencia de Kiev, debido a la polarización en torno a la negativa del gobierno nacional a firmar el Acuerdo de Asociación entre Ucrania y la Unión Europea. En febrero de 2014, fue destituido el presidente Víktor Yanukóvich, pero en el este del país, región fronteriza con Rusia, numerosos manifestantes tomaron sedes de gobiernos proclamando de facto la independencia de diferentes localidades, lo que causó fuertes enfrentamientos armados entre europeístas, prorrusos y separatistas.
El Protocolo de Minsk fue un acuerdo para poner fin a la guerra en el este de Ucrania, firmado por representantes de Ucrania, la Federación Rusa, la República Popular de Donetsk y la República Popular de Lugansk el 5 de septiembre de 2014, bajo los auspicios de la Organización para la Seguridad y la Cooperación en Europa (OSCE). Sin embargo, el acuerdo no fue respetado por las distintas partes y no logró su objetivo de cesar todos los combates en el este de Ucrania.

## Desarrollo
| Recorrido del avión.                                                                    |       |                  |                |                    |        |
| Tiempo (HH:MM)                                                                          | Hora  | Hora             | Hora           | Hora               |        |
| Tiempo (HH:MM)                                                                          | UTC   | CEST (Ámsterdam) | EEST (Ucrania) | MYT (Kuala Lumpur) | Evento |
| 00:00                                                                                   | 10:14 | 12:14            | 13:14          | 18:14              | 1      |
| 04:01                                                                                   | 14:15 | 16:15            | 17:15          | 22:15              | 2      |
| 1: Partida del aeropuerto de Ámsterdam-Schiphol 2: Avión desaparece del radar ucraniano |       |                  |                |                    |        |

La aeronave despegó del aeropuerto de Ámsterdam (Ámsterdam-Schiphol) a las 12:14 CEST (10:14 UTC) con destino a la capital malaya, Kuala Lumpur. Malaysia Airlines fue notificada por los controladores de tránsito aéreo locales porque habían perdido el contacto con el avión a las 14:15 UTC. Alrededor de las 15:30 GMT, la empresa informó a través de su cuenta de Twitter que habían perdido el contacto con el vuelo. El avión desapareció minutos antes de entrar en espacio aéreo ruso. Flightradar24 informó que un Boeing 777 de Singapore Airlines y un Boeing 787 de Air India, estaban a solo 25 kilómetros del lugar cuando la aeronave desapareció.

Rutas del vuelo 17 de Malaysia Airlines (MH17) y el vuelo 351 de Singapore Airlines (SQ351), incluidas las restricciones de espacio aéreo.

### Restos

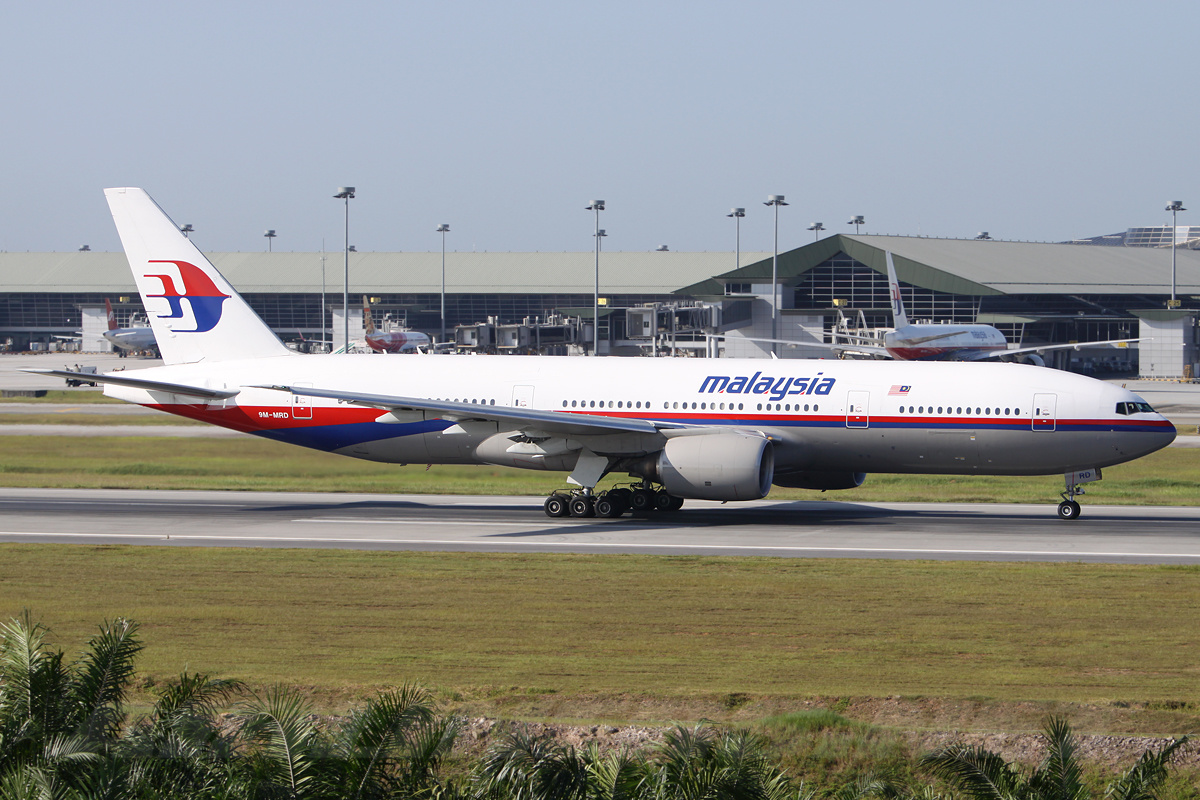
El avión siniestrado en el Aeropuerto Internacional de Kuala Lumpur, el 19 de diciembre de 2008.

Los habitantes locales filmaron el sitio del impacto, donde había una gran columna de humo. Al lugar acudieron también, bomberos, militares, mineros locales y periodistas, que colaboraron en la identificación de restos de la aeronave y la búsqueda de sobrevivientes. Un socorrista dijo en los primeros instantes tras la caída que al menos 100 cuerpos se habían encontrado en el lugar, cerca del pueblo de Grábovo, y que los restos de la aeronave estaban dispersos alrededor de un área de unos 15 kilómetros de diámetro cuyos terrenos son campos cultivados. Los cadáveres carbonizados estaban esparcidos alrededor y muchos apenas estaban vestidos, esto porque salieron disparados al estrellarse la nave.
Según el Consejo de Seguridad de la República Popular de Donetsk, vecinos de la aldea de Torez también resultaron heridos, ya que trozos del avión dañaron algunas casas. Entre los restos del avión se encontraba la cola del aparato donde aún se podía identificar el logotipo de la compañía aérea.

### Consecuencias
Como resultado del incidente, Lufthansa, Air France, British Airways, Emirates, KLM, Air India, Alitalia, Virgin Atlantic, Delta Airlines y Aeroflot, entre otras, suspendieron temporalmente sus vuelos sobre el espacio aéreo ucraniano y con destino a aeropuertos ucranianos. Algunas aerolíneas también anunciaron modificaciones de rutas. Eurocontrol anunció que cerró el espacio aéreo ucraniano para la aviación civil, diciendo que «todos los planes de vuelo que incluyan las rutas sobre Ucrania serán rechazadas, debido al cierre, hasta nuevo aviso». Los organismos de aviación de Estados Unidos, de China, de Rusia y del Reino Unido prohibieron oficialmente a sus aerolíneas sobrevolar el espacio aéreo del este de Ucrania. Algunas aerolíneas, como Qantas, Korean Air Lines, Asiana Airlines y British Airways, ya habían estado evitando la zona durante varios meses por motivos de seguridad.
Poco después del accidente, Malaysia Airlines anunció que iba a cambiar el número de vuelo ruta de la ruta Ámsterdam-Kuala Lumpur a 19. Los días siguientes mantuvo el 17. Finalmente, la aerolínea anunció el cambio de número para el 25 de julio. Para el 18 de julio, las acciones de la línea aérea habían caído en casi un 16%.
Los medios de comunicación informaron que las tarjetas de crédito y débito se pudieron haber robado de los cuerpos de las víctimas, y la Banca Asociada de los Países Bajos aconsejó a los familiares cancelar sus tarjetas de crédito.

### Investigación

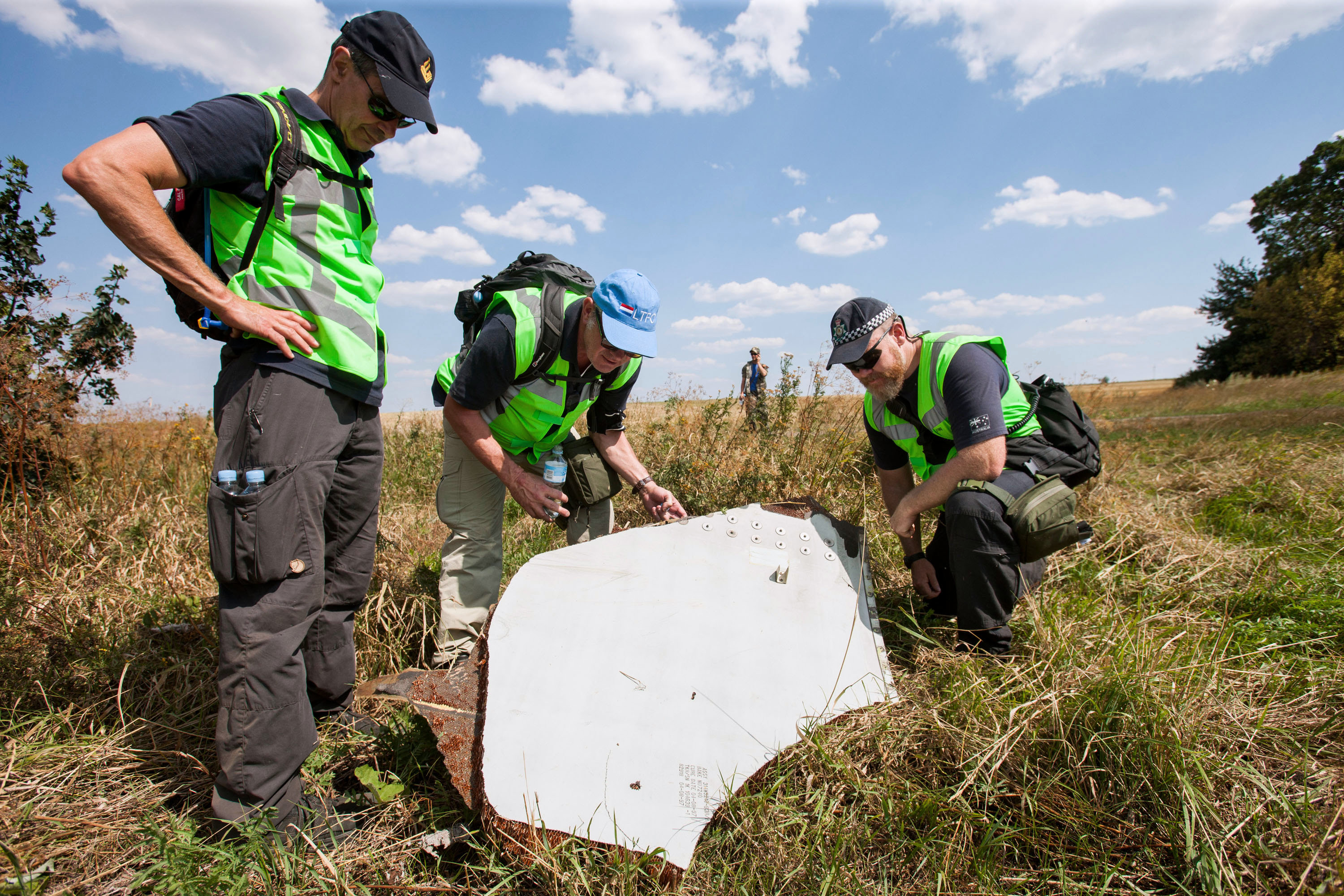
Policía holandesa y australiana en el lugar del accidente el 3 de agosto de 2014.

Milicianos prorrusos afirmaron que encontraron la caja negra del avión de pasajeros, y dijeron que sería entregada a las autoridades rusas. El canciller ruso, Serguéi Lavrov declaró que el gobierno de Rusia no tiene planes de custodiar las cajas negras y que la investigación es responsabilidad de la Organización de Aviación Civil Internacional (OACI), de los Países Bajos, Malasia y Ucrania. Funcionarios europeos dijeron que Ucrania había reclamado primero las cajas negras. La OACI declaró que Ucrania es el país encargado de la investigación, conforme con el artículo 26 del Convenio sobre Aviación Civil Internacional.
El primer ministro de la República Popular de Donetsk, el ciudadano ruso Aleksandr Borodái, anunció que las autodefensas estaban dispuestas a declarar una tregua de tres días con las autoridades de Kiev para que se llevase a cabo una investigación de la catástrofe. Milicianos del Nueva Rusia, que controlan la zona donde se estrelló el avión, anunciaron que acordonaron la escena del accidente, para «proporcionar acceso seguro y garantías de seguridad» a una comisión nacional de investigación mediante la cooperación con las autoridades ucranianas pertinentes, y garantizar la seguridad de los observadores de la Organización para la Seguridad y la Cooperación en Europa que se les permitie investigar libremente la escena del accidente. Sin embargo, las operaciones del gobierno de Kiev contra las autodefensas prosiguieron sin embargo del 18 al 21 de julio, con combates en Donetsk que complicaron la investigación del derribo en los días posteriores. Solo hasta tres días después del accidente, el 21 de julio, el presidente de Ucrania, Petró Poroshenko, ordenó un alto el fuego en un radio de 40 kilómetros alrededor de la tragedia para facilitar las labores de investigación.
La OSCE se comunicó el 18 de julio por videoconferencia con los representantes de los prorrusos del este de Ucrania, urgiéndoles a acordonar el lugar de la catástrofe. Ese mismo día Malaysia Airlines emitió un comunicado afirmando que la ruta del vuelo MH17 estaba aprobada por Eurocontrol, y que el avión debía volar a una altitud de 10.668 metros, atravesando el espacio aéreo ucraniano. Aunque, tras entrar el MH17 en el espacio de Ucrania, los controladores le exigieron volar a 10.058 metros. La empresa también anunció que va a evitar el espacio aéreo ucraniano por completo, volando más al sur, sobre Turquía, y que ha decidido pagarles a las familias de los pasajeros y tripulantes 5.000 dólares por víctima como compensación preliminar. Ese mismo día, los empleados del servicio ucraniano de emergencias anunciaron el hallazgo un ala dañada por metralla entre los restos del avión. El Buró Federal de Investigaciones (FBI) y la Junta Nacional de Seguridad del Transporte (NSTB) confirmaron el envío equipos de expertos hacia Ucrania el 19 de julio. Interpol también anunció el envío de un equipo de identificación de víctimas. Reino Unido también anunció el envío de seis investigadores.
Hacia la noche del día 18, los investigadores de la OSCE denunciaron que no les dejaban acceder a la zona de la catástrofe, lo que fue confirmado por el embajador suizo ante la OSCE, Thomas Greminge, quien afirmó que los observadores finalmente accedieron a la zona durante 75 minutos, mientras los rebeldes que les vigilaban realizaban disparos al aire. El 19 de julio, Malaysia Airlines anunció que estaba evaluando la seguridad en Ucrania antes de decidir la posibilidad de transportar a los familiares de las víctimas al sitio del desastre. Un portavoz de la compañía dijo que los parientes de las víctimas recibían atención en Ámsterdam y que un equipo de la aerolínea, estaba ese mismo día en Ucrania evaluando la situación. También el mismo día, y tras varios contactos internacionales, el viceportavoz del Gobierno de Berlín, Georg Streiter, anunció que Merkel y Putin habían acordado que se debía posibilitar la llegada de una comisión de la OIAC al lugar donde se estrelló el aparato y el inicio de una investigación independiente; en la misma dirección apuntaron el ministro de Asuntos Exteriores ruso, Serguéi Lavrov, y el secretario de Estado estadounidense, John Kerry, que acordaron facilitar una investigación internacional. Por su parte, el líder de los rebeldes, pidió que la misión de los expertos aeronáuticos internacionales llegase lo antes posible, afirmando que los cuerpos se estaban descomponiendo y que se los estaban comiendo los perros y zorros, negando, contra lo que había sido divulgado previamente, que las cajas negras de la aeronave hubieran sido localizadas.

#### Traslado de los cuerpos

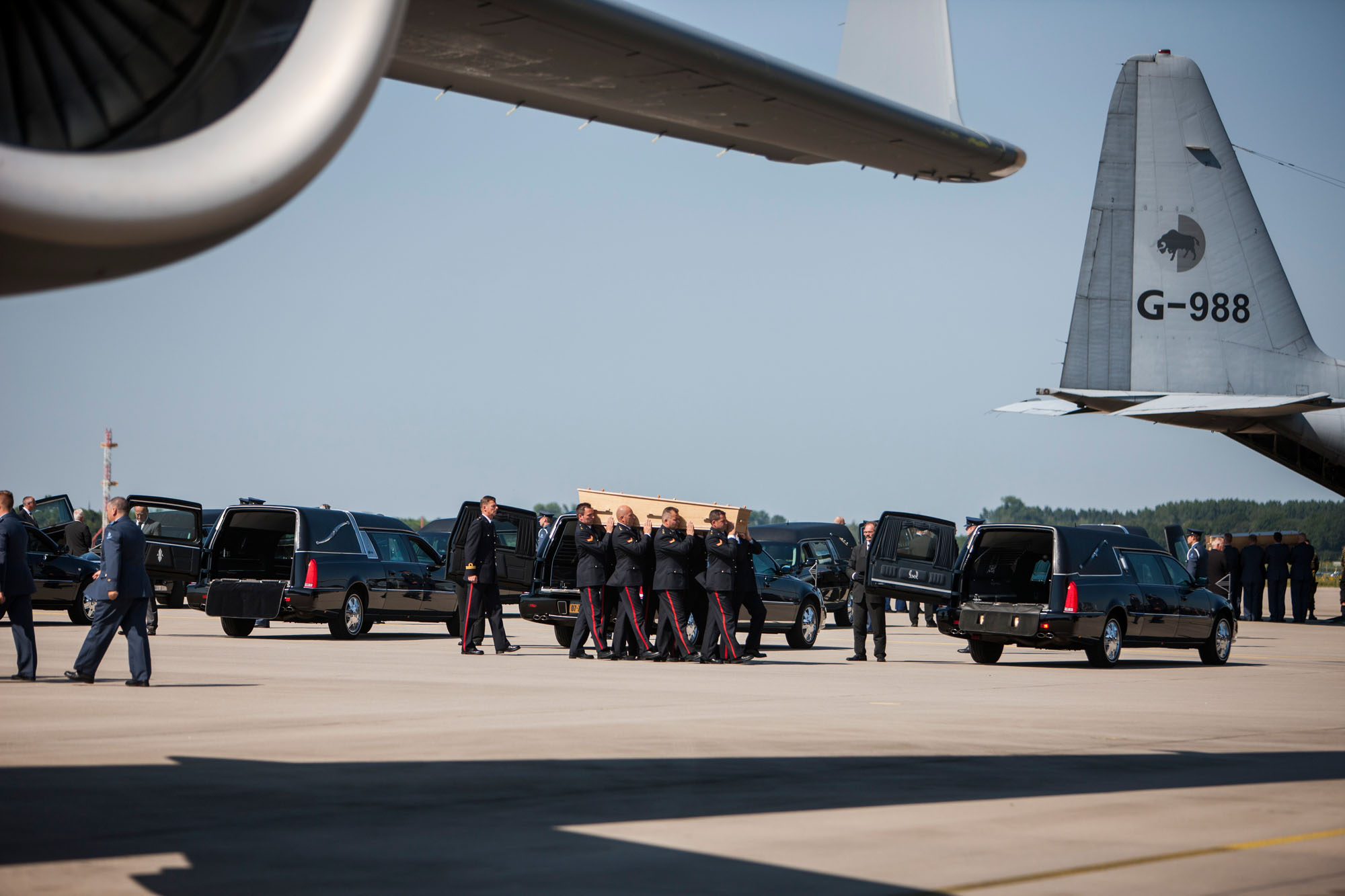
Algunos cuerpos arribando a los Países Bajos, el 23 de julio.

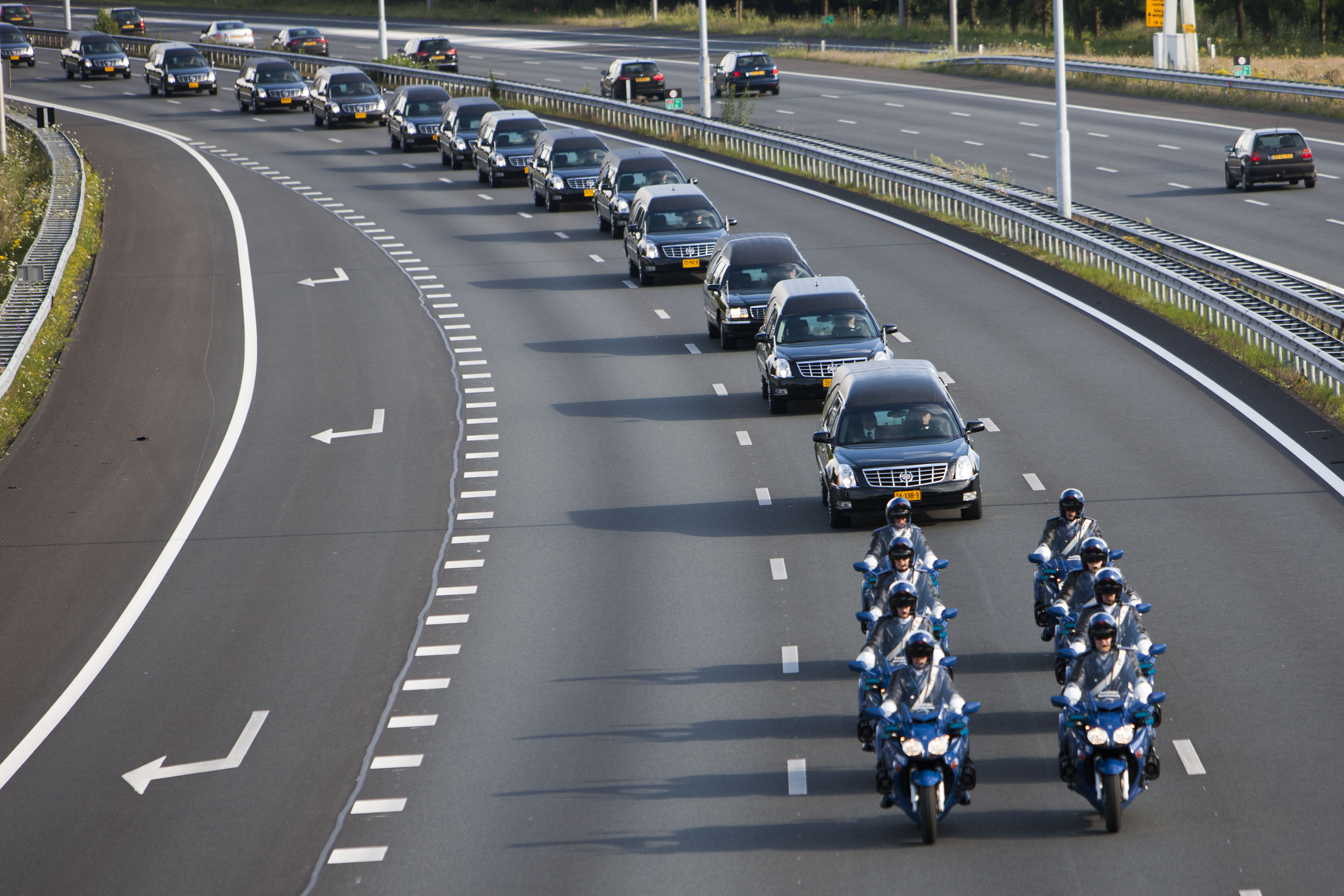
Convoy de 40 coches fúnebres que se dirigían a Hilversum, mientras que el resto del tráfico se detuvo

De acuerdo con el gobierno de Ucrania, los prorrusos estaban destruyendo el 19 de julio toda la evidencia del crimen «con la ayuda de Rusia», incluyendo el traslado de 38 cuerpos a Donetsk. Finalmente, el Gobierno ucraniano y los separatistas prorrusos llegaron a un acuerdo para retirar los cuerpos de los pasajeros, y el domingo 20 de julio se cargaron cinco vagones refrigeradores con 192 cadáveres y los restos de 8 víctimas, permaneciendo el convoy en Torez, cerca del lugar de la tragedia. El vice primer ministro de Ucrania, Volodímir Groisman, afirmó que los cuerpos permanecían retenidos por los prorrusos y que estaban negociando para recuperarlos.
El mismo día, militares neerlandeses, en una carta abierta a su gobierno, pidieron ser enviados a Ucrania para asegurar el sitio y los cuerpos de las víctimas del accidente. Además, el diario Daily Mail difundió las imágenes del momento exacto del hallazgo de la caja negra del avión.
El 21 de julio, el primer ministro de Malasia, Najib Razak, dijo en una rueda de prensa que los prorrusos de Donetsk entregarían a las autoridades malasias dos cajas negras. Los prorrusos también permitieron a investigadores neerlandeses examinar los cuerpos. Hasta ese día unos 272 cuerpos habían sido recuperados. Al mismo tiempo, Australia envió a Angus Houston, el coordinador de las tareas de búsqueda del MH370, para supervisar la recuperación de restos. A lo largo de la misma jornada el tren refrigerado con los restos mortales partió hacia Járkov, controlada por Kiev, a fin de facilitar la investigación. Finalmente Aleksandr Borodái hizo entrega de las dos cajas negras a una delegación malaya enviada a Donetsk.
Al mediodía del día siguiente, 22 de julio, el tren con los cuerpos de los fallecidos del vuelo 17 llegó a Járkov, donde le esperaban forenses malasios y holandeses, con la intención de trasladarlos a los Países Bajos, de donde eran la mayoría de las víctimas; a esa ciudad llegaron también los especialistas aéreos de Malasia con las cajas proporcionadas por Borodái.
El miércoles 23 de julio los primeros 40 cuerpos llegaron a Eindhoven (Países Bajos) a bordo de un Lockheed C-130 Hercules holandés y un Boeing C-17 Globemaster III australiano. En la pista del aeropuerto de Eindhoven, se encontraban a la espera familiares y amigos de las víctimas, el rey Guillermo Alejandro y la reina Máxima, y el primer ministro Mark Rutte, en un día de luto nacional.
La investigación de los cuerpos se llevó a cabo en instalaciones del ejército neerlandés en Hilversum por un equipo internacional. Además, la Policía Metropolitana británica está en contacto con sus socios internacionales para enviar agentes especializados para ayudar con la recuperación, identificación y repatriación de los fallecidos.
El 31 de julio accedieron al lugar de los restos del avión cuatro forenses holandeses y australianos, acompañados por observadores de la OSCE. Además, el jefe de misión holandesa en Ucrania, Pieter Jaap Aalbersberg, afirmó que los rebeldes prorrusos le habían entregado pertenencias y muestras de ADN de las víctimas que todavía estaban en la morgue de Donetsk (25 muestras de ADN y 27 objetos personales de víctimas). Por su parte, el primer ministro malasio anunció el envío de 69 expertos propios.
El 2 de agosto, el gobierno neerlandés anunció el hallazgo de nuevos restos, con ayuda de expertos australianos. Para el trabajo, también se recurrió a la utilización de perros policía. El portavoz de la misión neerlandesa en Ucrania declaró que mientras se trabajaba se produjeron algunas explosiones, aunque no les impidió continuar con las labores de los investigadores. También dijo que los restos serán trasladados a Soledar, con destino a los Países Bajos «lo antes posible».

## Pasajeros y tripulación
| Nacionalidad | Personas |
| ------------ | -------- |
| Alemana      | 4        |
| Australia    | 27       |
| Belga        | 4        |
| Británica    | 10       |
| Canadiense   | 1        |
| Filipina     | 3        |
| Indonesia    | 12       |
| Malaya       | 44       |
| Neerlandesa  | 192      |
| Neozelandesa | 1        |
| Total        | 298      |

El total de las 298 personas a bordo (incluyendo a los pasajeros y la tripulación) fallecieron en la caída del avión. 80 de ellos eran niños. Inicialmente, se habían reportado 295 personas, pero luego sumaron tres niños a la lista. A bordo, también viajaban veinte familias enteras.
La mayoría de ellos tenía nacionalidad neerlandesa. ITV News informó que nueve ciudadanos británicos estaban a bordo, pero el Ministerio de Asuntos Exteriores no pudo confirmar la información. Otros medios y ministerios de Asuntos Exteriores habían informado sobre 23 ciudadanos estadounidenses, cuatro ciudadanos franceses, tres ciudadanos vietnamitas, un ciudadano irlandés, un ciudadano italiano, un ciudadano israelí, un ciudadano rumano, y un ciudadano chino, proveniente de Hong Kong. Pero en el comunicado oficial emitido por la aerolínea el 19 de julio, dichas nacionadalidades no aparecieron.
Un portavoz de la Organización Mundial de la Salud, Glenn Thomas, viajaba a bordo del avión siniestrado para asistir a la XX Conferencia Internacional sobre el Sida en Melbourne, Australia; entre ellos se encontraba el investigador y expresidente de la Sociedad Internacional de sida, Joep Lange. Entre los pasajeros también se encontraba el legislador neerlandés Willem Witteveen, la abuela del primer ministro de Malasia, Najib Razak, seis miembros de un club de fútbol neerlandés, el escritor australiano Liam Davison, una reconocida actriz de Malasia, y el vocalista de un conocido grupo musical neerlandés. En cuanto a dos pilotos de la aeronave, ellos eran de los más experimentados de la compañía aérea y realizaban esta ruta con frecuencia. En el vuelo también iban dos pilotos asistentes. Sus nombres eran: Capitán Wan Amran Wan Hussin (de 50 años de edad), Capitán Eugene Choo Jin Leong, vicecapitán Ahmad Hakimi Bin Hanapi y vicecapitán Muhamad Firdaus Bin Abdul Rahim.
Entre los restos fueron recuperados pasaportes en buen estado que ayudaron a identificar a las víctimas y sus nacionalidades. Hacia la tarde del 18 de julio, en el lugar del siniestro habían recuperado 181 cadáveres de los 298 pasajeros. El 19 de julio, forenses y expertos neerlandeses comenzaron a recopilar muestras de ADN, fotografías de rasgos distintivos, como cicatrices, y tatuajes. La policía de dicho país anunciaron la visita de 40 parejas de detectives de la Dirección Nacional de Investigaciones Forenses a los familiares de las víctimas. El objetivo es desarrollar una base de datos de material, para identificar los cadáveres y restos humanos recuperados del lugar del desastre.

### Carga
Malaysia Airlines manifestó que la carga del MH17 incluían 2 perros y 9 aves, además de textiles, equipamiento de pozos de petróleo, correo y otros artículos.

## Aeronave
El vuelo MH17 fue operado por un Boeing 777-2H6ER, de número de serie 28411, inscripción 9M-MRD. Fue el 84.º Boeing 777 producido, voló por primera vez el 17 de julio de 1997, es decir, que el día del siniestro el avión cumplía 17 años desde que voló por primera vez; y fue entregado nuevo a Malaysia Airlines el 29 de julio de 1997. El avión era accionado por dos motores Rolls-Royce Trent 800, y configurado para transportar 282 pasajeros, teniendo más de 43.000 horas de vuelo, incluyendo 6.950 despegues y aterrizajes previos al accidente.

## Causas y responsabilidad

### Antecedentes
Según la Agencia Federal de Transporte Aéreo de Rusia, el Servicio de Seguridad Nacional de Ucrania y el Consejo de Defensa habían cerrado el espacio aéreo para vuelos comerciales por la denominada «Operación Antiterrorista», el 8 de julio de 2014, a excepción de las aeronaves en tránsito volando sobre 7.900 metros. Un representante de la República Popular de Donetsk, dijo tras el accidente aéreo que los aviones de aviación civil no podrían sobrevolar las regiones de Donetsk y Lugansk con ayuda de un equipo de control del tráfico y navegación, ya que los instrumentos estaban dañados. Sin embargo, luego la Asociación Internacional de Transporte Aéreo escribió en un comunicado: «basándose en la información disponible en la actualidad se cree que el espacio aéreo que el avión atravesaba no estaba sujeto a restricciones».
El incidente fue precedido por la pérdida de una aeronave militar ucraniana de apoyo aéreo Su-25 "Frogfoot" el día anterior y un avión de transporte militar ucraniano An-26 "Curl" tres días antes. Los funcionarios del gobierno de Ucrania acusaron a los militares rusos. El ministerio de defensa ruso rechazó dicha acusación.

### Acusaciones hacia Rusia y las milicias prorrusas

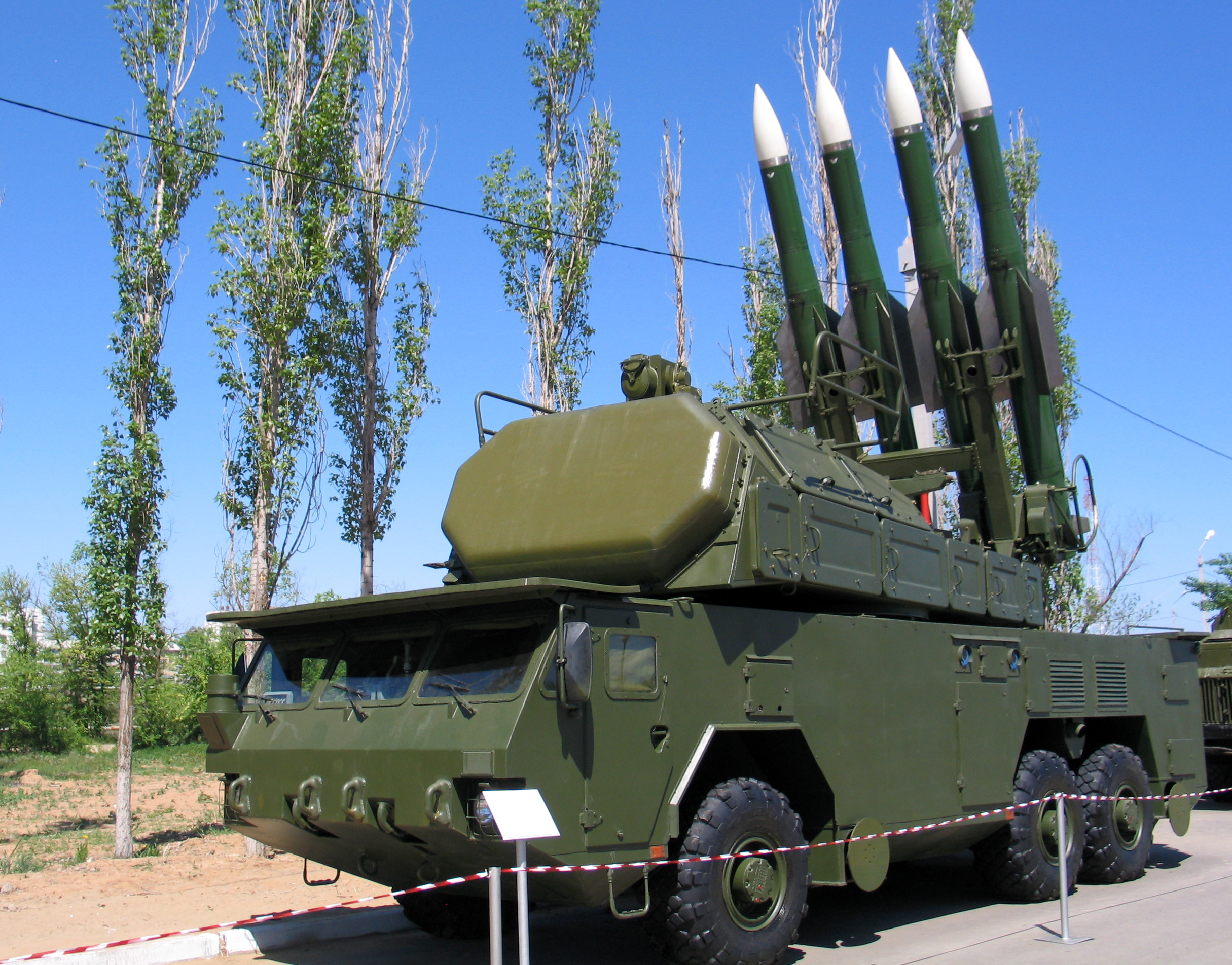
Plataforma autopropulsada de lanzamiento de misiles Buk.

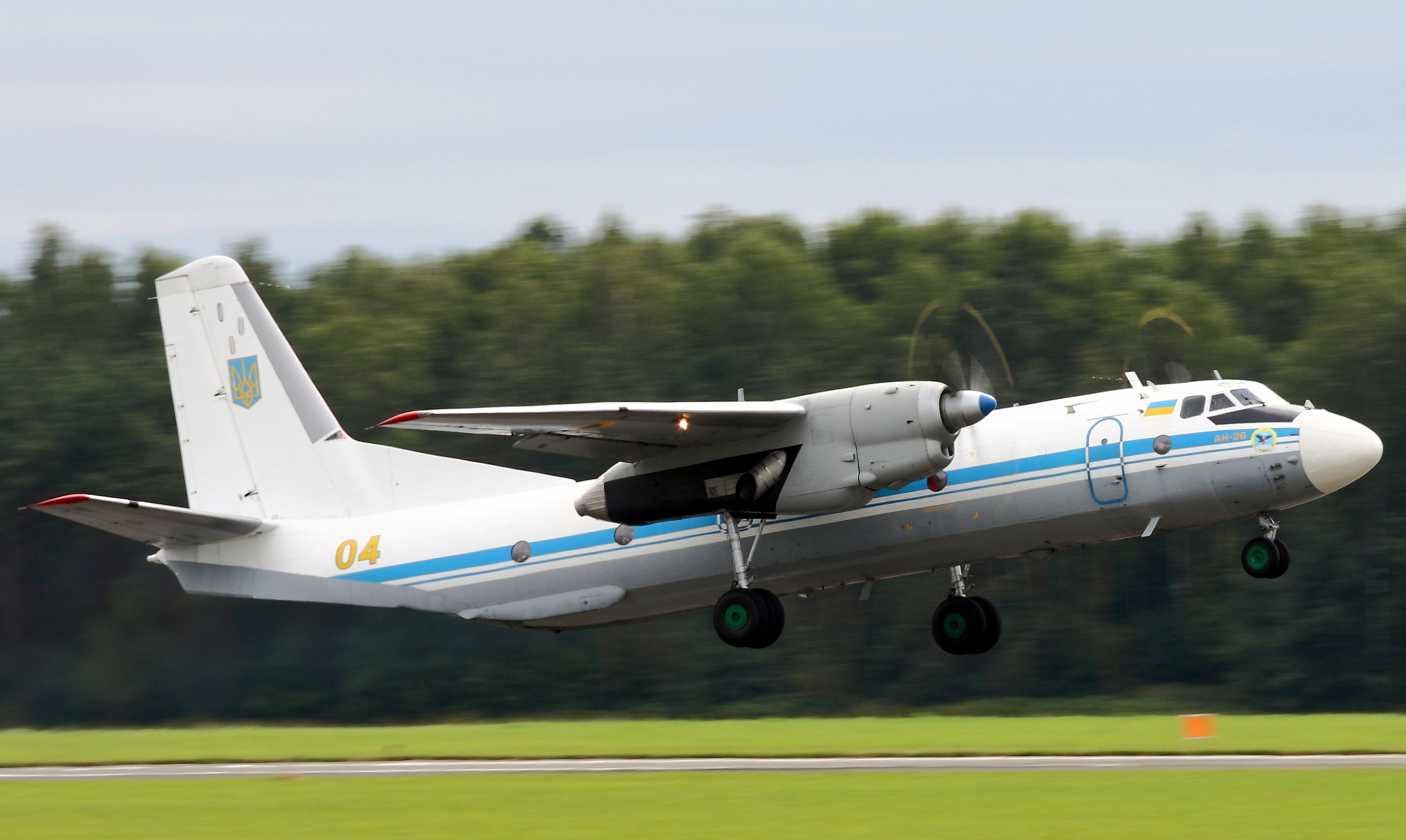
Antónov An-26 ucraniano. Los prorrusos afirmaban haber derribado un avión así.

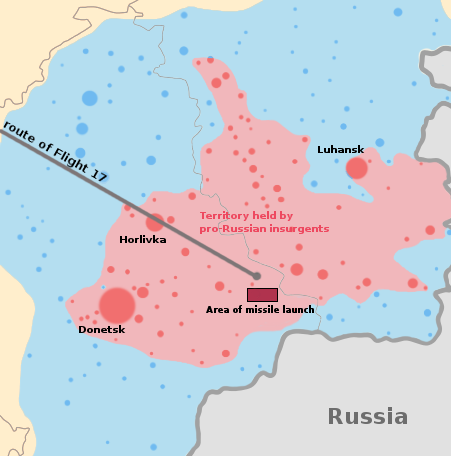
Mapa del derribo del vuelo 17, de acuerdo con The New York Times.
--------------------------------------
(línea) - la ruta del vuelo 17 de Malaysia Airlines.
Área aproximada del sitio de lanzamiento del misil.
Territorio controlado por los prorrusos.
Territorio cuyo control fue recuperado por el gobierno ucraniano.

Tras sugerir que el avión había sido derribado por un misil tierra-aire disparado utilizando el sistema ruso Buk, el gobierno ucraniano responsabilizó del hecho a Rusia y de la República Popular de Donetsk (RPD). Sin embargo, las milicias de la RPD declararon que no poseían la tecnología ni las armas suficientes como para derribar el avión, que volaba a una altitud de diez kilómetros. Por su parte, el Ministerio de Defensa de Rusia afirmó que las acusaciones ucranianas eran «absurdas» e informó sobre la presencia de 27 sistemas de misiles Buk M1 ucranianos al noroeste de Donetsk que podrían haber atacado al avión al estar dentro del rango de alcance.
Los separatistas reconocieron haber derribado una aeronave cerca del lugar del siniestro, aunque aclararon que se trataba de un avión militar An-26 de Ucrania. En este sentido, varias fuentes citaron un mensaje del comandante de las Fuerzas separatistas rusas del Dombás, en el que reconoció el derribo de un avión aproximadamente al mismo tiempo que el vuelo MH17. El mensaje hacía referencia específicamente a cómo se emitieron advertencias de no volar en su espacio aéreo y el derribo de un An-26. No obstante, la nota fue eliminada más tarde en el día y se afirmó que el comandante no tenía ninguna cuenta en la red social VKontakte donde había aparecido el mensaje original.
Un reportero de The Associated Press había reportado días anteriores que había siete tanques de propiedad prorrusos estacionados en una estación de gas fuera de la ciudad ucraniana oriental de Snizhné. En la ciudad, también había un sistema de misiles Buk, que puede disparar misiles hasta una altitud de 22.000 metros. Otros medios informaron hacia fines de junio, que los prorrusos tuvieron acceso a un sistema de misiles Buk después de tomar el control de una base de defensa aérea ucraniana.
El Servicio de Seguridad de Ucrania publicó una supuesta intervención telefónica entre dos jefes prorrusos informando sobre el derribo de un avión de pasajeros. En la grabación, un comandante informa que un avión fue baleado por su grupo a las 16:10 (hora local) y que envió gente a investigar y a tomar fotos. En otra llamada en 17:33 (hora local) un Mayor informa, que los cosacos de un puesto de control habían derribado un avión de pasajeros. El presidente del Comité Interestatal de Aviación de Rusia, Alekséi Morózov, consideró que Ucrania es la responsable de investigar las causas del accidente.
La prensa ucraniana también publicó que de acuerdo con grabaciones de llamadas telefónicas interceptadas entre los oficiales de inteligencia militar rusos y miembros de los grupos rebeldes, dado a conocer por la agencia de seguridad del país (SBU), el avión de pasajeros fue supuestamente derribado por un grupo de militantes de cosacos apoyados por Rusia, cerca de la aldea de Chornújine, Lugansk, a unos 80 kilómetros al noroeste de Donetsk. Tras el derribo del avión, también fueron publicados videos en YouTube y fotos en las redes sociales donde se aprecia un camión transportando un sistema lanzamisiles Buk, supuestamente cerca de Torez (donde cayó la aeronave). Uno de los vídeos publicados por el Ministerio de Interior de Ucrania titulado «Milicianos sacan sistema de misiles "Buk" a la frontera con Rusia» fue desmentido por el Ministerio de Defensa de Rusia, al apreciarse en el vídeo un cartel publicitario de un concesionario de coches situado en Krasnoarmiisk, controlado por las fuerzas ucranianas desde el 11 de mayo.
Según The Wall Street Journal, las agencias estadounidenses están divididas sobre si el avión fue derribado por las fuerzas armadas de Rusia o de los separatistas prorrusos, que pueden carecer de la experiencia necesaria. Todavía insisten en que «todos los caminos llevan hacia los rusos hasta cierto punto».
El 18 de julio, El Pentágono acusó a Rusia de «entrenar a los rebeldes en el uso de misiles». También el gobierno estadounidense habló de posibles sanciones. El embajador británico ante la ONU, Mark Lyall Grant, denunció que Rusia ha suministrado «sistemáticamente» armas, equipamiento y apoyo logístico a los sublevados del este de Ucrania. Varios funcionarios de Occidente acusaron a los rusos de suministrar armas a las milicias del este ucraniano. Por su parte, Angela Merkel dijo que es «muy prematuro» para hablar de sanciones a Rusia.
El 19 de julio, Vitaly Nayda, el jefe del Departamento de Contrainteligencia del Servicio de Seguridad de Ucrania, dijo en una conferencia de prensa que tenían «pruebas convincentes de que este acto terrorista fue cometido con la ayuda de la Federación Rusa», y que saben «claramente que los operantes de este sistema eran ciudadanos rusos»; Las pruebas que presentó fueron fotografías de lo que aseguró eran tres sistemas de misiles Buk-M1 de camino a la frontera rusa; dos de ellos habrían cruzado la frontera a las 02:00 AM del viernes, 10 horas después de que el Boeing 777 de Malaysia Airlines fuera alcanzado, mientras que el tercero habría hecho lo mismo hacia las 04:00 AM, según Naida. Ese mismo día, Andriy Lysenko, el portavoz del Consejo de Ucrania para la Seguridad y Defensa Nacional acusó a los milicianos prorrusos de retirar 38 cuerpos del lugar del accidente con el fin de extraer las partes del cohete utilizado para disparar el avión y poder destruir la evidencia.
Debido a las acusaciones, el primer ministro neerlandés, Mark Rutte, comentó que estaba disgustado por la falta de respeto a las pertenencias personales y sorprendido por la falta de respeto por los cuerpos de las víctimas, además solicitó a Rusia su colaboración, petición que según él, sería compartida por la canciller alemana, Angela Merkel, David Cameron (Reino Unido), y Tony Abbott (Australia).
Responsabilidad de Ígor Guirkin
El coronel retirado del Servicio Federal de Seguridad de Rusia Ígor Guirkin (alias Strelkov), en ese momento ministro de Defensa de la República Popular de Donetsk, es uno de los cuatro acusados del derribo del vuelo 17 de Malaysia Airlines en la causa abierta por la Fiscalía de los Países Bajos basada en la instrucción del Equipo de Investigación Conjunta (Joint investigation team, JIT).
Un supuesto decreto del comandante rebelde Ígor Strelkov admitía que los cuerpos de los pasajeros muertos fueron saqueados por los rebeldes prorrusos. La orden directa era que joyas, relojes y otros objetos de valor tomados de los cuerpos fuesen entregados al «fondo de defensa» de los prorrusos.
Finalmente, el 17 de noviembre de 2022, la justicia holandesa condenaría a cadena perpetua a los acusados de perpetrar el derribo, los ciudadanos rusos Serguéi Dubinski e Ígor Guirkin, y al ucraniano Leonid Járchenko. El cuarto encausado, Oleg Pulátov, también de nacionalidad rusa, fue absuelto.

### Acusaciones hacia las fuerzas ucranianas

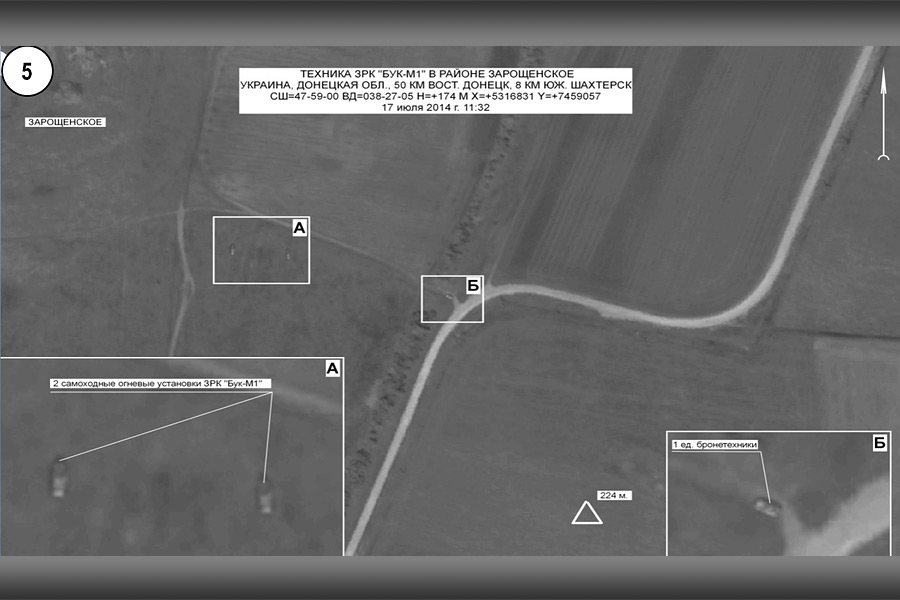
Imagen de satélite de 17 de julio de 2014, hecho en el área de la ruta aviones de pasajeros unas pocas horas antes del accidente y presentado por el Ministerio de Defensa de Rusia, en una conferencia de prensa sobre el accidente de vuelo MH17. En la foto dos vehículos SAM "Buk-M1" están marcados, así como un vehículo blindado en la zona de la localidad de Zaroshchenske.

El presidente ruso, responsabilizó en un comunicado al gobierno ucraniano: «sin lugar a dudas, el gobierno en cuyo espacio aéreo esto sucedió es responsable por esta terrible tragedia». Agregó, además, que «esta tragedia no habría pasado, si hubiera habido paz en esa tierra o si (Kiev) no hubiera reanudado las hostilidades en el sur y este ucraniano». Allí también intentó rechazar las acusaciones del gobierno ucraniano hacia los prorrusos y anunció que dio «instrucciones al ejército ruso para que tengan toda la ayuda necesaria en la investigación de este crimen» y pidió a varias agencias civiles del estado «asistir como mejor puedan en la investigación». Finalmente agregó que «nadie tiene derecho» a llegar a conclusiones «sin información objetiva sobre el incidente».
El 19 de julio, el viceministro de Defensa ruso, Anatoli Antónov, lamentó la «guerra mediática que se ha iniciado en contra de la Federación de Rusia y sus Fuerzas Armadas» e hizo 10 preguntas a Ucrania en las que cuestionó el motivo del despliegue de los lanzadores de misiles Buk ucranianos en la zona de conflicto, «teniendo en cuenta que las fuerzas de autodefensa no tienen ningún avión», y criticó la falta de colaboración de Ucrania para investigar el derribo.
El servicio de prensa de la República Popular de Lugansk informó que el Boeing-777 fue derribado por un avión de combate Su-25 de la Fuerza Aérea de Ucrania, que es un avión de ataque a tierra, bombardero ligero de apoyo de las fuerzas terrestres, que opera en altitudes de hasta 5000 m. Según la televisión estatal rusa, habitantes de Donetsk habían afirmado ver un avión de las fuerzas ucranianas antes del accidente.
Ígor Guirkin, quien según la investigación neerlandesa es uno de los responsables del derribo, declaró el 18 de julio diciendo que «un número significativo de los cuerpos no estaban frescos, ya habían drenado su sangre y olía a descomposición, lo que daba a entender que ya hacía varias horas habían muerto», aunque dijo que no podía confirmar la información. Siguió diciendo: «las autoridades ucranianas son capaces de cualquier bajeza». Guirkin también dijo que fueron encontrados suero y medicamentos en grandes cantidades entre los restos del avión. También dijo que le parecía que las personas «habían fallecido días antes del vuelo o cuando subieron al avión».
El 21 de julio Andréi Kartopólov, un alto cargo del Estado Mayor de las Fuerzas Armadas rusas, declaró que los equipos de vigilancia rusos detectaron un avión de combate ucraniano a entre 3 y 5 kilómetros del Boeing malasio antes de su caída. Señaló que Rusia detectó mayor actividad de radares ucranianos el día de la catástrofe. Asimismo dijo que el grupo antiaéreo del Ejército ucraniano tenía tres o cuatro baterías de sistemas de misiles antiaéreos Buk-M1 cerca de Donetsk. Por otro lado, también negó que Moscú haya entregado sistemas de misiles BUK u otras armas a los rebeldes prorrusos. Según sus declaraciones, «se observó el ascenso de un avión de la Fuerza Aérea ucraniana, posiblemente un Su-25, a una distancia de 3 a 5 kilómetros del Boeing». Con respecto a las pruebas estadounidenses señaló que «es un sistema espacial destinado a detectar y seguir diferentes trayectorias de lanzamientos de misiles. Si la parte estadounidense tiene fotografías de ese satélite, sería muy amable de darlas a la comunidad internacional para su estudio».
Los medios de comunicación rusos y del mundo recogieron declaraciones de un «supuesto» controlador aéreo español del Aeropuerto Internacional de Borispol, quien comunicó a través de su cuenta en Twitter que hubo cazas volando cerca del avión derribado minutos antes de desaparecer de los radares. También dijo que recibió amenazas desde la torre de control del aeropuerto de Kiev. Por la noche afirmaba que la responsabilidad del accidente era del ejército ucraniano. Finalmente, se descubrió que el supuesto controlador era, en realidad, José Carlos Barrios Sánchez, ex-convicto de nacionalidad española y que había sido detenido años antes por las autoridades de Rumanía acusado de fraude. El propio José Carlos admitió que había recibido de fuentes rusas 48.000 dólares a cambio de hacerse pasar por controlador aéreo y acusar a Ucrania del derribo del avión.
A finales de diciembre, el diario ruso Komsomólskaya Pravda citó la declaración de un presunto empleado anónimo de una base aérea ucraniana en Dnipropetrovsk según la cual ese día despegaron tres aviones, dos fueron derribados y un Su-25 que había despegado con misiles aire-aire regresó sin ellos y con el piloto, que respondería al nombre de Vladislav Voloshin, fuertemente asustado. Según la fuente, el piloto afirmó que "ese avión (Boeing) se apareció en un lugar indebido en el momento más inoportuno".

#### Teoría del avión presidencial ruso

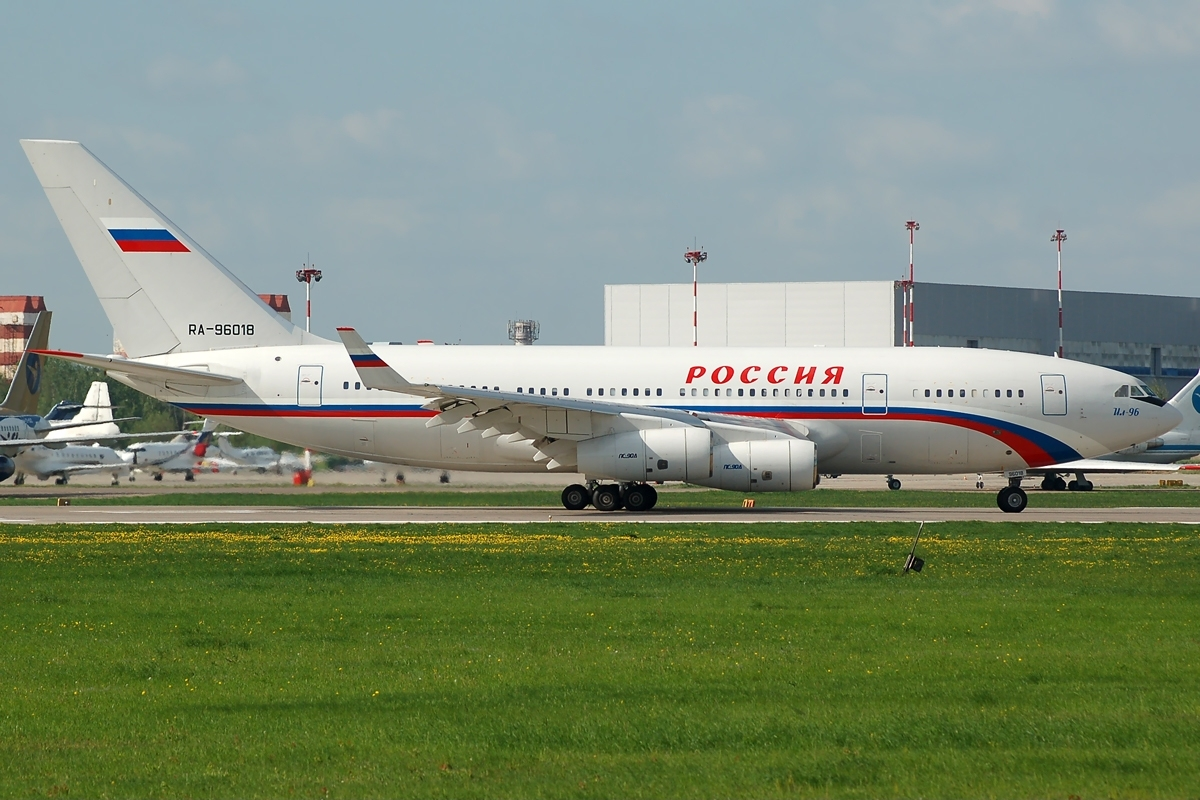
Avión presidencial ruso en mayo de 2010. Nótese el parecido con los colores del avión de Malaysia Airlines.

Una de las acusaciones culpa al gobierno ucraniano de un supuesto intento de ataque el avión presidencial de Vladímir Putin, que según medios rusos había pasado 35 minutos antes por allí y presentaba similitudes físicas con el MH17.
Fuentes de la aviación de Rusia dijeron que se trató de un misil ucraniano cuyo objetivo podría haber sido el avión del presidente ruso, Vladímir Putin, que volvía al país tras haber asistido a la sexta cumbre de los BRICS —según estas fuentes, ambos aviones volaban al mismo tiempo por la misma región y se cruzaron en Varsovia—. La aviación rusa también declaró que «el contorno de ambas aeronaves se parece, las dimensiones lineales también son muy similares y en cuanto a la pintura del avión, a una distancia lo suficientemente grande, también es casi idéntica».
Pese a la hipótesis, se ha reportado que el avión ruso no sobrevoló las zonas en conflicto en Ucrania.

## Reacciones internacionales

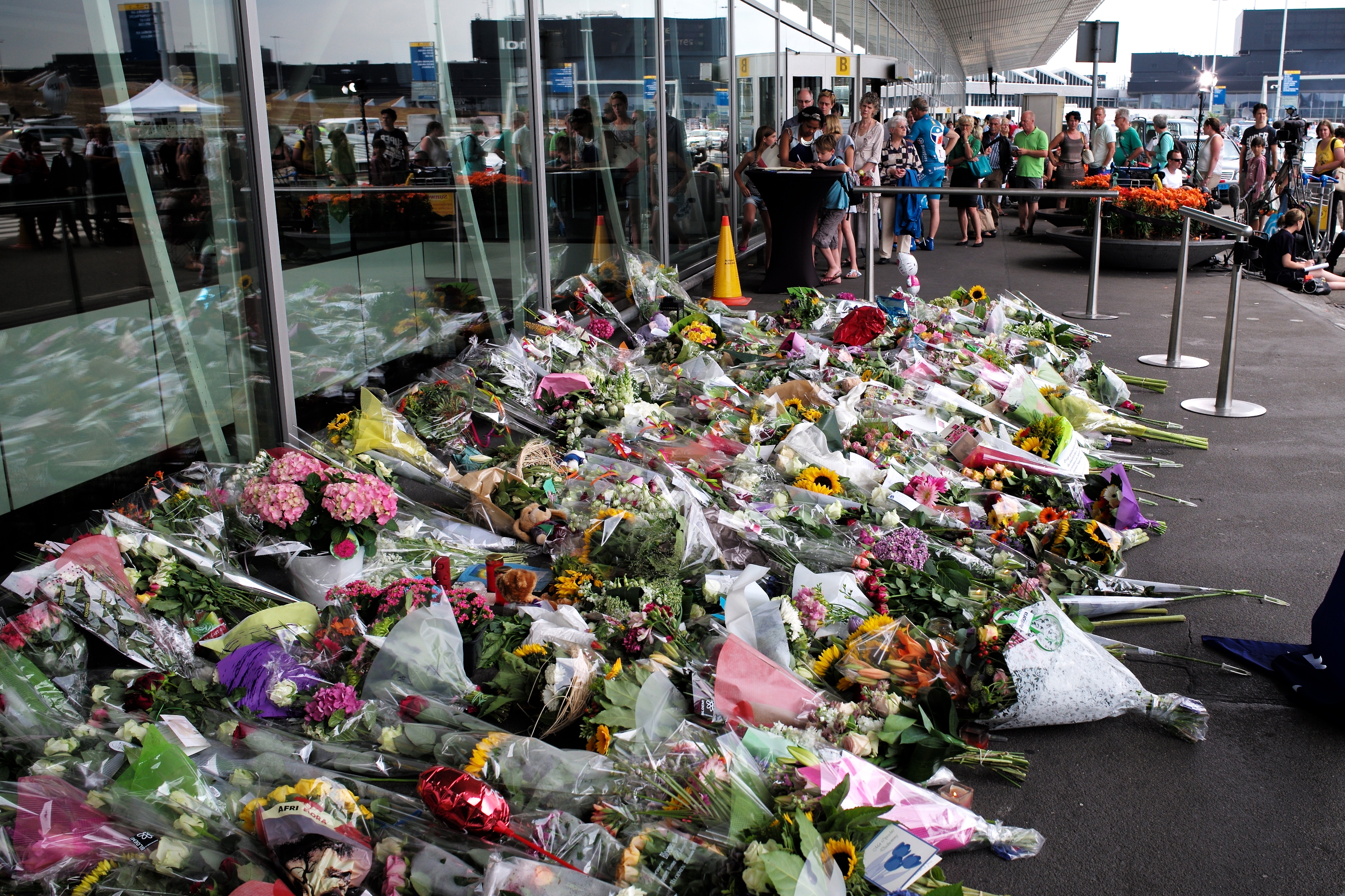
Monumento en el aeropuerto de Ámsterdam.

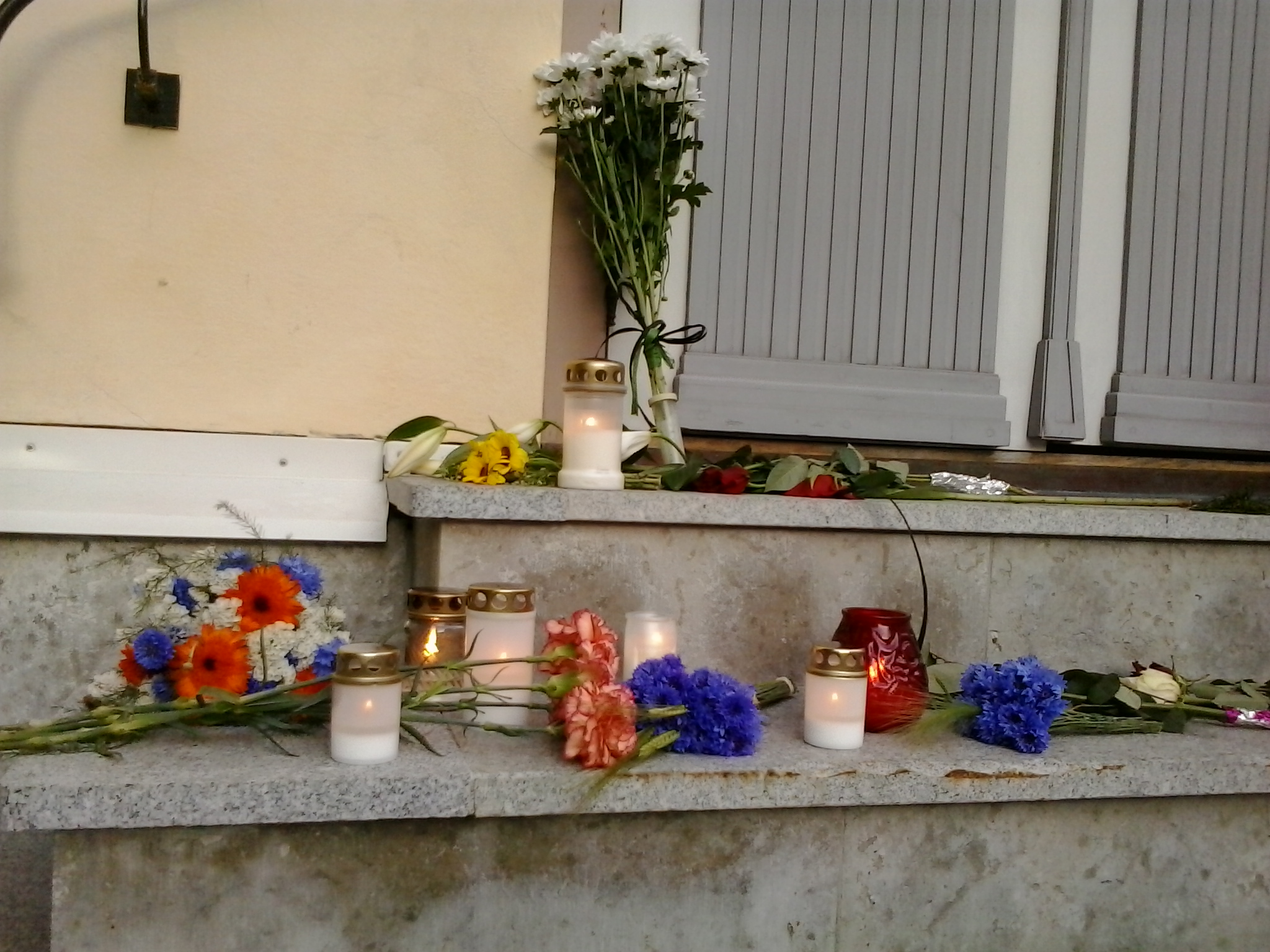
Flores en la embajada neerlandesa en Estonia.

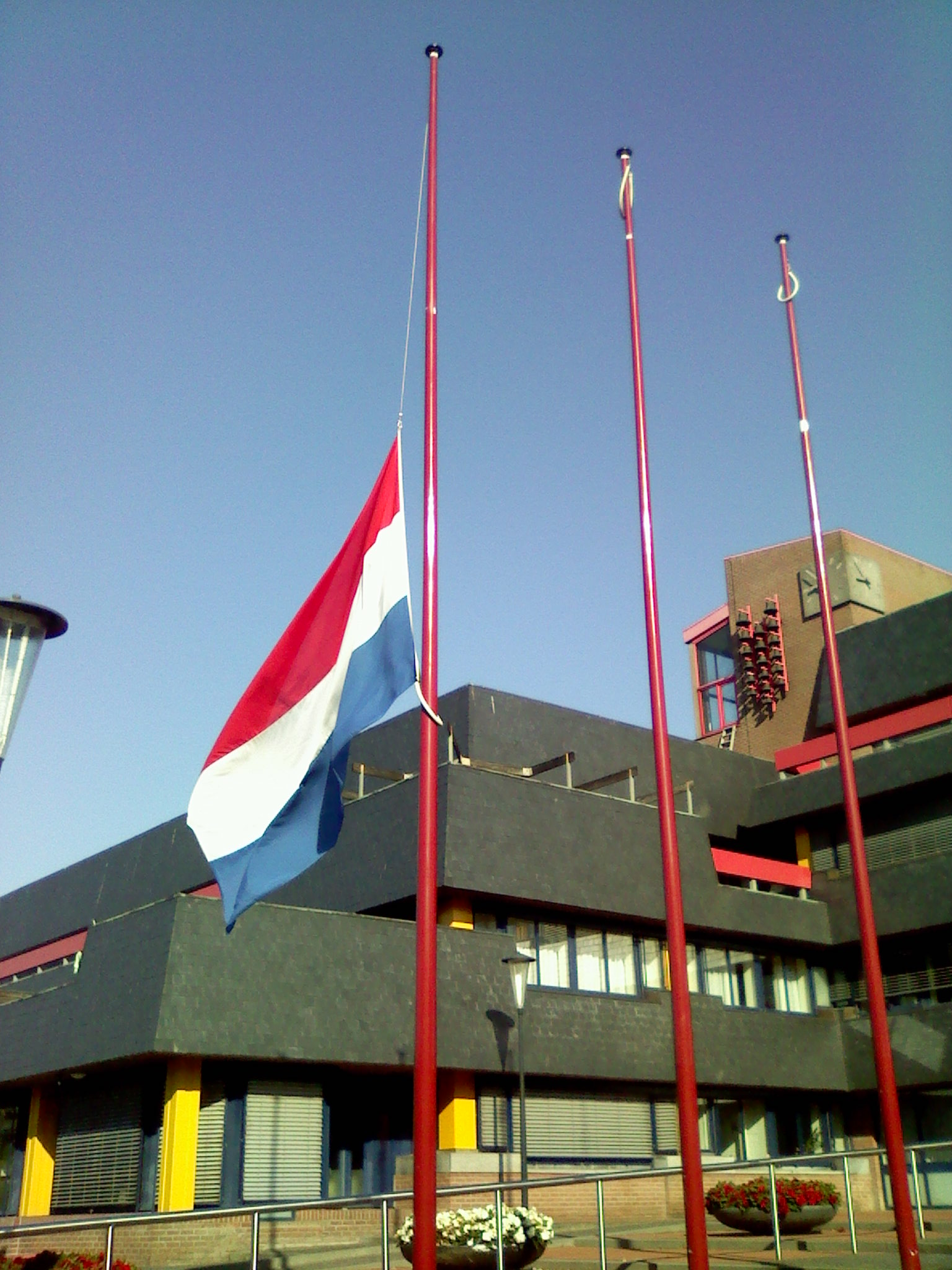
Bandera a media asta frente al ayuntamiento de Hoorn durante el día de luto nacional el 23 de julio.

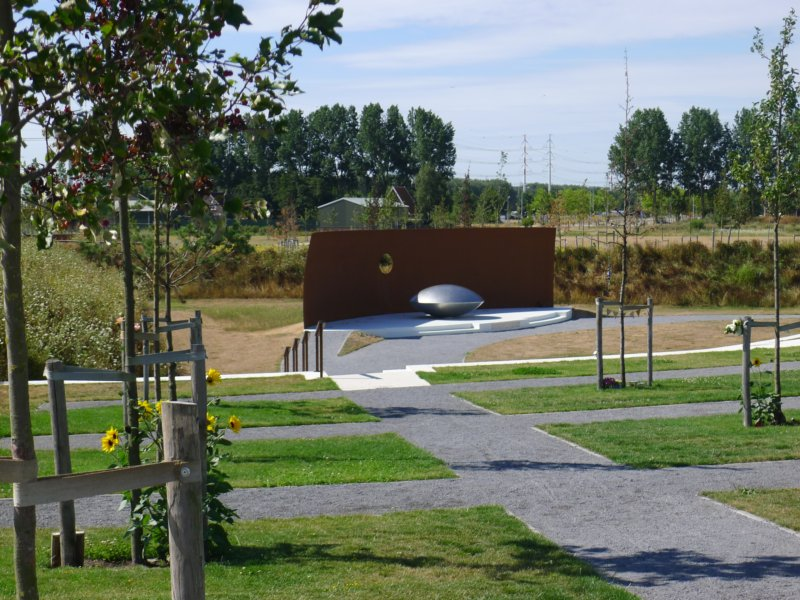
Monumento a las víctimas del vuelo MH17 ubicado en Vijfhuizen, Países Bajos.

### Estados

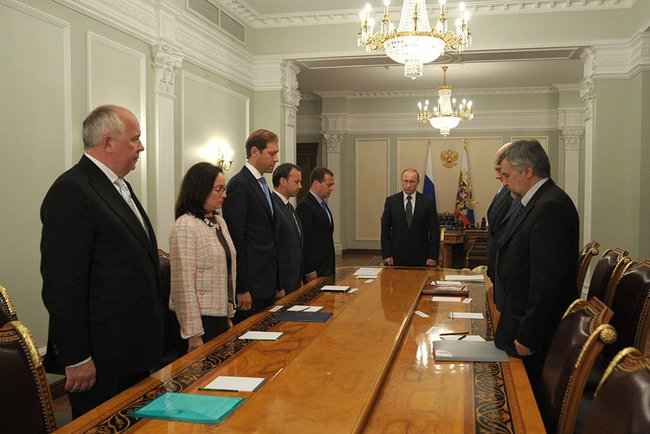
El presidente ruso, Vladímir Putin, junto con funcionarios del gobierno realizando un minuto de silencio en honor a las víctimas.

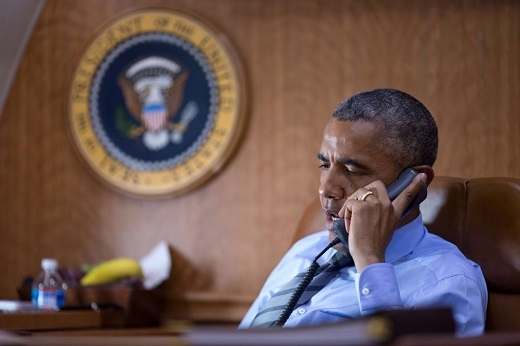
El presidente estadounidense, Barack Obama, comunicándose telefónicamente con su homólogo ucraniano.

- Alemania — La canciller alemana, Angela Merkel, se declaró «conmocionada» con el siniestro del avión y exigió una investigación «inmediata e independiente». También advirtió que «si se confirman esas noticias (que fue derribado), se presenta una trágica escalada del conflicto en el este de Ucrania».[146]
- Australia — El Ministerio de Relaciones Exteriores de Australia dijo que el incidente fue una enorme tragedia y que se estaban contactando con los familiares de los fallecidos, como así también esperando la confirmación del número de pasajeros australianos a bordo.[147] El primer ministro australiano, Tony Abbott, dijo que el avión fue derribado por un misil, «al parecer lanzado por los rebeldes apoyados por Rusia». Por otra parte, la ministra de Asuntos Exteriores de Australia Julie Bishop dijo en una entrevista en un programa de la televisión australiana que era «extraordinario» que sus homólogos rusos se habían negado a hablar con ella sobre el derribo del avión.[148] Las declaraciones del gobierno australiano fueron criticadas por Rusia, que calificó como a los dichos como «inapropiados» y como «acusaciones basadas en especulaciones».[149]
- Bélgica — El primer ministro belga, Elio Di Rupo, ofreció sus condolencias y su profundo pesar a las familias y amigos de las víctimas del vuelo.[150]
- Canadá — El primer ministro canadiense, Stephen Harper, dijo que estaba «conmocionado y entristecido» y, en nombre del gobierno de Canadá, ofreció sus condolencias a los familiares y amigos de los fallecidos.[151]
- China — El gobierno de la República Popular de China manifestó consternación por el accidente y expresó sus condolecias y pésames a los familiares de las víctimas.[152]
- Chile — El Gobierno de Chile formuló "un firme llamado a que se lleve a cabo una investigación amplia, rigurosa y transparente, de conformidad con las normas internacionales de la aviación civil. Es indispensable garantizar el acceso inmediato de los investigadores al lugar del siniestro, para determinar con claridad quienes perpetraron dicho ataque y por cual medio".[153]
- Colombia — El Presidente colombiano, Juan Manuel Santos, manifestó que dio instrucciones ante su embajada para las Naciones Unidas de «respaldar acciones conducentes a establecer verdad y responsables de espantoso crimen en Ucrania.»[154]
- Cuba — El exsecretario general del Partido Comunista, Fidel Castro, culpó en un artículo de opinión titulado Provocación insólita al «gobierno proimperialista» ucraniano del accidente. Expresó su «repudio hacia el derribo», que «volaba sobre el territorio de Ucrania, por la ruta bajo el control del Gobierno belicista del rey del chocolate, Petró Poroshenko».[155]
- Estados Unidos — El gobierno estadounidense ha dicho que hará uso de sus registros de imágenes de satélite para determinar si un misil tierra-aire fue la causa del accidente.[156] La Casa Blanca también ordenó enviar equipos de investigación para analizar si el accidente se trató de un atentado.[157] El presidente Barack Obama expresó sus condolencias a los familiares de las víctimas y ofreció ayuda para la investigación.[14] La embajadora estadounidense ante la ONU, Samantha Power, acusó a Rusia de «proporcionar asistencia técnica sobre los misiles» a los prorrusos y pidió a dicho país «acabar con la guerra». También declaró que el vuelo «probablemente fue derribado desde una ubicación separatista que tuvo lugar en el este de Ucrania».[158]
- España — El presidente Mariano Rajoy calificó lo sucedido como «salvajada» y pidió una investigación internacional. Por su parte, el Ministerio de Asuntos Exteriores español expresó «que comparte su dolor con los familiares y allegados de las víctimas mortales del avión derribado en Ucrania», y transmitió su solidaridad y cercanía a las autoridades de los países afectados; «España espera una investigación con garantías que permita esclarecer a la mayor brevedad las circunstancias del incidente».[159]
- Filipinas — El gobierno filipino expresó en un comunicado su solidaridad y condolencias a los familiares de las víctimas.[160] También, el departamento de Asuntos Exteriores condenó el derribo del avión.[161]
- Francia — El presidente de Francia, François Hollande, pidió «que se haga lo posible para aclarar las circunstancias de esta tragedia». Además, precisó que las autoridades francesas «están movilizadas para recopilar todas las informaciones sobre este drama y sobre las nacionalidades de los pasajeros», debido a que en el avión viajaban ciudadanos franceses.[146]
- Hungría — El Ministerio de Relaciones Exteriores húngaro dijo que es importante que un órgano internacional independiente investigue el accidente y el nombre de los responsables de «este acto cobarde e inhumano».[162] El primer ministro húngaro, Viktor Orbán, describió el accidente como «inusual, raro y chocante», y añadió que «una afluencia importante de refugiados de las zonas orientales de Ucrania ha sido registrado en Transcarpacia. Estos movimientos afectan a la comunidad húngara que vive allí, así como la propia Hungría».[163]
- India — El gobierno de la India se lamentó por la tragedia y envió condolencias a las víctimas.[164]
- Indonesia — El presidente indonesio, Susilo Bambang Yudhoyono, expresó sus condolencias a las familias de las víctimas, en nombre del pueblo y el gobierno. Yudhoyono también declaró que el derribo de aeronaves es «una violación contra el derecho internacional y el derecho de la guerra». Pidió que quien derribó el avión sea castigado de manera inequívoca, y se ofreció a ayudar con la investigación.[165]
- Irlanda — El ministro irlandés de Asuntos Exteriores y Comercio, dijo en un comunicado que Irlanda «apoya plenamente» una investigación internacional «exhaustiva e independiente para establecer la causa de esta grave tragedia y para asegurar que los responsables sean rápidamente llevados ante la justicia».[166]
- Malasia — El Ministerio de Relaciones Exteriores de Malasia anunció que trabajará en «estrecha colaboración» con los gobiernos de Rusia y Ucrania en relación con el incidente.[167] Por la noche del día 17, se realizó una vigilia en Kuala Lumpur en memoria de los fallecidos.[168] El gobierno malasio decretó duelo y que las banderas se icen a media asta hasta el 21 de julio.[169] Mientras tanto, el primer ministro de dicho país pidió justicia por el accidente.[170] El 20 de junio de 2019 el primer ministro malayo Mahathir Mohamad rechazó las conclusiones del Equipo de Investigación Conjunta (JIT por sus siglas en inglés) en las que se culpaba a Rusia, exigiendo pruebas acerca de la culpabilidad de la misma y lamentando que la investigación estuviese políticamente motivada para culpar a Rusia aún antes de que la investigación comenzase,[171][172] sin embargo esto se contrapone a lo que el representante malayo Mohamad Hanafiah bin Zakaria había afirmado poco antes a que el resultado venía de una exhaustiva investigación y una investigación legal.[172] El 5 de septiembre de 2019 propuso (Mahathir Mohamad) crear una nueva comisión imparcial para investigar el incidente.[173]
- México — El gobierno de México lamentó profundamente el derribo del avión y se sumó al llamado del Consejo de Seguridad de la ONU y del secretario general de las Naciones Unidas para que se lleve a cabo una investigación internacional «exhaustiva, transparente e independiente, de conformidad con los lineamientos de la Organización de la Aviación Civil Internacional, que esclarezca los hechos y garantice una rendición de cuentas de quienes resulten responsables de este terrible acto». En comunicado de prensa, la Secretaría de Relaciones Exteriores externó sus condolencias a las familias de las víctimas así como a los gobiernos y a los pueblos de sus países de origen.[174]
- Nueva Zelanda — El ministro de Asuntos Exteriores neozelandés, Murray McCully dijo que el evento fue un «terrible tragedia». También afirmó que «los pensamientos el gobierno de Nueva Zelanda están con las familias y amigos de los involucrados».[175]
- Países Bajos — El primer ministro neerlandés, Mark Rutte declaró «estoy profundamente consternado por la noticia dramática con respecto a la caída del vuelo de Malasia Aerolíneas MH17 de Ámsterdam a Kuala Lumpur sobre tierras de Ucrania». Anunció además que interrumpió sus vacaciones para coordinar la respuesta neerlandesa.[176] El canciller, Frans Timmermans, dijo que la tragedia es «un día negro» en la historia de su país y exigió llevar a cabo una investigación independiente del accidente.[24] Banderas a media asta se colocaron en los edificios públicos de todos los Países Bajos el 18 de julio.[177] Los reyes, Guillermo y Máxima firmaron un libro de condolencias en honor a las víctimas.[42]

Debido a la cantidad de fallecidos, varios eventos locales, tanto deportivos como musicales, realizaron demostraciones de solidaridad.
- Reino Unido — El gobierno del Reino Unido consideró necesario una sesión de emergencia del Consejo de Seguridad de las Naciones Unidas tras el accidente aéreo.[181] El Ministerio de Exteriores británico emitió una declaración que decía que se está «trabajando con urgencia para establecer lo que ha sucedido».[107] El primer ministro, David Cameron, dijo que estaba «conmocionado y entristecido por la catástrofe aérea».[107]
- Rumania — El presidente rumano, Traian Băsescu, se declaró «horrorizado» por el trágico suceso que ocurrió en el espacio aéreo de Ucrania y pidió una aclaración inmediata de las circunstancias en que se produjo el accidente. Dijo también que los expertos de la Unión Europea deberían participar en la investigación junto con las autoridades de Ucrania.[182]
- Rusia — El presidente ruso, Vladímir Putin, expresó sus condolencias al primer ministro de Malasia y al pueblo de su país. Además, el mandatario ruso se comunicó con su homólogo estadounidense, Barack Obama, para discutir sobre el accidente.[14] Su portavoz, Dmitry Peskov, dijo que las denuncias de participación de Rusia eran una «estupidez» y ha añadido la posibilidad de sanciones como consecuencia de los dichos de Estados Unidos.[151]
- Sudáfrica — El ministro sudafricano de Relaciones Internacionales y Cooperación, Maite Nkoana-Mashabane, instó a los líderes mundiales a no saltar a conclusiones falsas sobre el incidente y dijo que el gobierno estaba investigando a dos pasajeros con enlaces a Sudáfrica.[183] El presidente Jacob Zuma también pidió una investigación independiente.[184]
- Suecia — El ministro de Relaciones Exteriores de Suecia, Carl Bildt, dijo a Sveriges Television que los separatistas prorrusos fueron los que derribaron al avión con armas que recibieron de Rusia.[185]
- Tanzania — El presidente de dicho país, Jakaya Kikwete envió un mensaje de condolencias al gobierno malasio.[186]
- Ucrania — El presidente de Ucrania, Petró Poroshenko, calificó de «atentado terrorista» el derribo del avión.[187] Ciudadanos ucranianos marcharon y colocaron flores en apoyo a los fallecidos en las embajadas de Malasia y los Países Bajos en Kiev.[188][189]

El presidente ucraniano dijo en una entrevista a Christiane Amanpour, de CNN, que no vio «ninguna diferencia entre los ataques del 11 de septiembre de 2001 en Nueva York, el bombardeo de Lockerbie y el ataque al vuelo 17». También pidió la «solidaridad internacional» en contra de los prorrusos.

### Organismos
- Naciones Unidas — El consejo de Seguridad de la ONU anunció la celebración de una reunión con carácter de emergencia el 18 de julio para abordar la situación en Ucrania.[24] Esto se debió al pedido del Reino Unido.[191] Ban Ki-Moon, secretario general de la ONU, consideró que el avión fue derribado y condenó el hecho.[24] El exsecretario general Kofi Annan estuvo en Ámsterdam y firmó en el libro de condolencias del aeropuerto.[37]

El Consejo de Seguridad de la ONU votó de forma unánime el 21 de julio para adoptar una resolución exigiendo acceso completo al sitio donde cayeron los restos del avión y condenando el derribo.
- - Programa Conjunto de las Naciones Unidas sobre el VIH/sida — ONUSIDA manifestó, entre otras cosas, que «parece que algunos de los mejores académicos, trabajadores de la salud y activistas en la respuesta al sida pueden haber perecido durante el viaje para participar en la reunión internacional de expertos y defensores (...) la familia de ONUSIDA está en shock profundo. Nuestros corazones están con las familias de todas las víctimas de este trágico accidente. la muerte de tantas personas comprometidas que trabajan contra el VIH será una gran pérdida para la respuesta al sida».[22]
- Organización para la Seguridad y la Cooperación en Europa — Los representantes de la OSCE, que se encontraban en la región por la guerra en el Dombás, se dirigieron al lugar de la catástrofe, según el servicio de prensa de la República Popular de Lugansk.[24] El 18 de julio, el presidente de turno de la OSCE, el suizo Thomas Greminger, convocó a un encuentro urgente del Consejo Permanente de esa entidad para debatir lo relacionado con la catástrofe. También se anunció el envío de 30 observadores del organismo a la localidad del accidente.[192]
- Organización del Tratado del Atlántico Norte — El secretario general de la OTAN, Anders Fogh Rasmussen, urgió a una «investigación internacional completa y sin interferencias» que esclarezca lo ocurrido con el avión malayo «para que los responsables sean llevados ante la justicia».[146] El organismo también dijo que «este hecho (el accidente) demuestra que el conflcito en la zona se está convirtiendo en más peligroso».[193]
- Unión Europea — La jefa de la diplomacia de la Unión Europea, Catherine Ashton, reclamó una «investigación internacional» e instó a todas las partes a que den «acceso completo al lugar del accidente para que se pueda asegurar de inmediato, y a que cooperen plenamente y compartan toda la información».[146]

José Manuel Barroso y Herman Van Rompuy, en nombre del organismo, expresaron su conmoción por el accidente y enviaron sus condolencias y pésame a los Países Bajos, Malasia y a los gobiernos de los demás países afectados. También pidieron una investigación inmediata y exhaustiva sobre las causas del accidente.
- Asamblea Parlamentaria del Consejo de Europa - el 3 de febrero de 2020 el Comité de Asuntos Legales y Derechos Humanos ha desclasificado el informe titulado Asegurando la responsabilidad por el derribo del vuelo MH17 en el que ha hecho un llamamiento para asegurar la acción de la Justicia y la colaboración de todos los estados con jurisdicción en el caso.[195]
- Asociación de Naciones del Sudeste Asiático — La ANSA pidió por una investigación internacional y envió condolencias a los familiares de los fallecidos.[196]

## En la cultura popular
El derribo del vuelo 17 fue presentado en la decimoctava temporada del programa de televisión canadiense Mayday: catástrofes aéreas, en el episodio titulado «Espacio aéreo mortal». También es un evento notable en la película de Maryna Er Gorbach, Klondike.